# A Kongói Demokratikus Köztársaság hívójelkörzetei
A Kongói Demokratikus Köztársaság hívójelkörzetei követik a tartományok határait, egy hívójelkörzetbe egy vagy több tartomány tartozik. A hívójelkörzetek feloszása a 2009 előtti tartománybeosztás szerint történt.
A Kongói Demokratikus Köztársaság számára az ITU az 9[O..T] hívójelprefixeket osztotta ki.

## A Kongói Demokratikus Köztársaság hívójelkörzetei[1][2][3]
| Prefix        | Körzet | Hely/jelleg                     | ITU zóna | CQ zóna |
| ------------- | ------ | ------------------------------- | -------- | ------- |
| 9[O..P, R..T] | [0..9] | Kongói Demokratikus Köztársaság | 52       | 36      |
| 9Q            | 0      | Speciális állomások             | 52       | 36      |
| 9Q            | 1      | Kinshasa                        | 52       | 36      |
| 9Q            | 2      | Alsó-Kongó                      | 52       | 36      |
| 9Q            | 3      | Bandundu                        | 52       | 36      |
| 9Q            | 4      | Egyenlítői                      | 52       | 36      |
| 9Q            | 5      | Orientale tartomány             | 52       | 36      |
| 9Q            | 6      | Dél-Kivu                        | 52       | 36      |
| 9Q            | 6      | Észak-Kivu                      | 52       | 36      |
| 9Q            | 6      | Maniema                         | 52       | 36      |
|               | 7      | Katanga                         | 52       | 36      |
|               | 8      | Kelet-Kasai                     | 52       | 36      |
|               | 9      | Nyugat-Kasai                    | 52       | 36      |

## Lajstromjel
Vízi és légi járművek lajstromjelezéséhez a 9Q prefixet használják.